# Gareth Emery
Pour les articles homonymes, voir Emery.
Gareth Emery (prononcé en anglais : [ˈɡæɹɪθ ˈɛməɹi]), né le 18 juillet 1980 à Southampton en Angleterre, est un disc jockey et un producteur de musique dance britannique. Depuis 2006, il est listé au classement international des meilleurs DJs établi par DJ Mag, atteignant la 7e place en 2010,.

## Biographie
Gareth Emery est né à Southampton, en Angleterre, en 1980. Il possède un héritage gallois de par ses origines, et est supporter de l'équipe galloise de rugby. Il vit jusqu'à l'âge de 26 ans à Southampton, avant de déménager à Manchester, où il dispose d'un studio, d'une boite de nuit et son propre label. Il étudie a l'Université de Warwick, et est diplômé en sciences politiques. Gareth Emery étudie le piano classique. Avant de se lancer dans la musique électronique, il jouait de la guitare dans un groupe de punk.

## Carrière
Le premier vinyle de Gareth Emery s'intitule Nervous Breakdown, publié au début de 2002. En février 2002, Judge Jules diffuse la chanson principale du vinyle en direct sur la BBC Radio 1 lors du Mardi Gras festival, et il attire l'attention du public. En 2006, Gareth Emery lance son émission sur podcast, The Gareth Emery Podcast, et est nommé pour l'oscar du meilleur podcast à la Winter Music Conference de Miami en 2007. En 2009, il lance son propre label discographique, nommé Garuda. Des artistes reconnus sur la scène trance, tels que Jon O'Bir, Tritonal, Mark Eteson ou Ben Gold sortent des singles sous ce label.
Après de nombreux singles et remixes, Gareth Emery annonce la sortie de son premier album solo pour le 23 septembre 2010, nommé Northern Lights. Quelques mois plus tard, il annonce la sortie de Northern Lights Re-Lit pour le 18 mars 2011, une compilation des meilleurs remix de chacune des chansons de son précédent album. Des artistes comme Lange, John O'Callaghan et Super 8 & Tab sont quelques-uns des collaborateurs qui figurent sur cet album. Il atteint la première place dees classements dance sur iTunes.
En 2011, Gareth Emery sort deux singles. Tout d'abord en juillet, Flash, produit avec Ben Gold, et en août Mansion avec Ashley Wallbridge. Ces deux productions sortiront officiellement le 5 septembre 2011 dans le deuxième volet de la compilation The Sound of Garuda chapter 2 qui regroupe les principales musiques signées sous le label Garuda. 2011 est une année spéciale pour Garuda puisque ce dernier est un label en plein essor. Cette rapide évolution est due premièrement à l'augmentation des signatures sous le label, puis aux soutiens de grands artistes tels que Ben Gold, Mark Eteson ou encore Tritonal. Gareth Emery sort notamment de nombreux remixes. Début 2011, il remixe Save this Moment de John O'Callaghan, puis vient le gros succès[réf. nécessaire] lors du remix de I Wanna Go de Britney Spears, ou encore le remix de Perfect Day (Super 8 & Tab). En 2012, il sort un single nommé Concrete Angel avec la chanteuse Christina Novelli. Ce single sera nommé « chanson de l'année » par Armada, le fameux label dirigé par Armin van Buuren[réf. nécessaire].  En 2017, il sort un single avec le DJ Ian Standerwick et avec la chanteuse HALIENE nommé Saving Light. Celui-ci sera aussi nommé le 21 décembre 2017 « Tune of The Year 2017 » par Armin Van Burren lors de l'émission A State of Trance.

## Discographie

### Albums
- 2010 : Northern Lights
- 2010 : Northern Lights (Bonus Track Version)
- 2014 : Drive
- 2016 : 100 Reasons To Live
- 2019 : Kingdom United
- 2020 : THE LASERS
- 2020 : THE LASERS (Unplugged)
- 2022 : ANALOG

### Autres
2006
- DT8 Project - Tomorrow Never Comes (Gareth Emery Remix) [Mondo]
- Lange vs Gareth Emery - Another You, Another Me [Vandit]
- Lange vs Gareth Emery - Back On Track (Gareth Emery Back On Breaks remix) [Lange]
- Mike Foyle - Shipwrecked (Gareth Emery remix) [Armind]
- Vinny Troia feat. Jaidene Veda - Flow (Gareth Emery Remix / Dub mix) [Curvve]
- Gareth Emery & Nicholas Bennison - Interlok [Five AM]
- Gareth Emery & Nicholas Bennison - Interlok (Gaz's Dubbed Out mix) [Five AM]
- Gareth Emery & Jon O'Bir - No Way Back [Five AM]
- Gareth Emery & Jon O'Bir - Integrate [Five AM]
- Lange vs Gareth Emery - On Track [Lange]
- Lange vs Gareth Emery - Three [Lange]
- George Acosta feat. Truth - Mellodrama (Gareth Emery Remix) [Five AM]

2007
- Gareth Emery - More Than Anything [Five AM]
- Albert Vorne - Formentera What? (Gareth Emery Remix) [Club Elite]
- Gareth Emery pres. Runway - Outrageous [Baroque]
- Gareth Emery And Rue De Gar - Soul Symbol [Curvve Recordings]

2008
- DJ Orkidea - Metaverse (Gareth Emery Remix)[AVA Recordings]
- Myon And Shane 54 feat. Carrie Skipper - Vampire (Gareth Emery's Garuda Remix)[Armind]
- Gareth Emery - This Is That [Five AM Records]
- Martin Roth - Off the World (Gareth Emery Remix)[Vandit]
- Darude Ft Blake Lewis - I Ran (So Far Away) (Gareth Emery Remix)[HMC/DRD Music Finland]
- Andrew Bennett Vs Tatana Feat. Tiff Lacey - Closer (Than A Heartbeat) (Gareth Emery Remix) [S2 Records]
- Bartlett Bros feat. Marcia Juell - Let it Flow (Gareth Emery Remix)[Lunatique]
- Stowers & Young - The Second Coming (Gareth Emery Remix) [Insight Recordings]
- Menno De Jong feat. Re:Locate - Solid State (Gareth Emery Remix) [Intuition Recordings]

2009
- Gareth Emery - Exposure/Metropolis [Garuda]
- Bobina - Time & Tide (Gareth Emery Remix) [World Club Music]
- Above & Beyond pres. Oceanlab - Lonely Girl (Gareth Emery Remix) [Anjunabeats]
- Ronski Speed feat. Ana - The Deep Divine (Gareth Emery Remix)[euphonic]
- M.I.K.E. - Sunrise At Palamos 2009 (Gareth Emery Remix) [Garuda]
- Fabio XB & Micky VI - Make This Your Day (Gareth Emery Remix) [S107 Recordings]
- Fabio XB & Andrea Mazza - Light To Lies (Gareth Emery Remix) [S107 Recordings]
- Gaia - Tuvan (Gareth Emery Remix) [Armind]
- Gareth Emery With Emma Hewitt - I Will Be the Same [Garuda]
- Terry Ferminal & Jonas Stenberg - A Thousand Miles, Memories (Gareth Emery Edit) [High Contrast Recordings]
- Gareth Emery - The Sound Of Garuda [Garuda]
- Rosie and The Goldbug - Heartbreak (Gareth Emery Remix)
- Darium Vs Gareth Emery - In This Silence (Black Army Mashup)

2010
- Gareth Emery Feat Lucy Saunders - Sanctuary [Garuda]
- Gareth Emery - Northern Lights (Studio Album) [Garuda]
- Gareth Emery - Citadel [Garuda]
- Above & Beyond & Gareth Emery pres. OceanLab - On a Good Day (Metropolis) [Anjunabeats]
- Nadia Ali - Rapture (Gareth Emery Remix)

2011
- Gareth Emery - Northern Lights Re-Lit (Studio Album) [Garuda]
- John O'Callaghan - Save This Moment (Gareth Emery Remix) [Captivating Sounds - Armada]
- Britney Spears - I Wanna Go (Gareth Emery Remix)
- Gareth Emery & Ben Gold - Flash [Garuda]
- Super8 & Tab - Perfect Day feat. Alyna (Gareth Emery Remix) [Anjunabeats]
- Gareth Emery & Ashley Wallbridge - Mansion

Gareth Emery - Tokyo
2012
- Gareth Emery Feat Cristina Novelli - Concrete Angel
- Gareth Emery - The Saga
- Gareth Emery & Ashley Wallbridge - D.U.I
- Gareth Emery - Layers

2013
- Gareth Emery - Meet her in Miami
- Gareth Emery & Krewella - Lights and Thunder

2014
- Gareth Emery - Long Way Home
- Gareth Emery - Firebird
- Gareth Emery - Entrada
- Gareth Emery - Isolate
- Gareth Emery feat. Ben Gold - Javelin
- Gareth Emery feat. Gavin Beach - Eye of The Storm
- Gareth Emery feat. Roxanne Emery - Soldier
- Gareth Emery feat. Asia Whiteacre - Million Years
- Gareth Emery feat. LJ Ayrten - Beautiful Rage
- Gareth Emery feat. Christina Novelli - Dynamite
- Gareth Emery feat. Bo Bruce - U

2015
- Gareth Emery feat. Ben Gold - Javelin (Juventa Remix)
- Gareth Emery feat. Bo Bruce - U (Coone Remix)
- Gareth Emery feat. Gavin Beach - Eye of The Storm (BL3R Remix)
- Gareth Emery - Entrada (BL3R Remix)
- Gareth Emery feat. Gavin Beach - Eye of The Storm (Craig Connelly Remix)
- Gareth Emery feat. Gavin Beach - Eye of The Storm (Stadiumx Remix)
- Gareth Emery feat. Roxanne Emery - Soldier (Luke Bond Remix)
- Gareth Emery feat. Asia Whiteacre - Million Years (James Egbert Remix)
- Gareth Emery feat. LJ Ayrten - Beautiful Rage (Alex Sonata Remix)
- Gareth Emery feat. Christina Novelli - Dynamite (MaRLo Remix)
- Gareth Emery - Firebird (Grum Remix)
- Gareth Emery - Long Way Home (Cosmic Gate Remix)
- Gareth Emery feat. Christina Novelli - Dynamite (Walden Remix)

2017
- - Gareth Emery & Standerwick - Saving Light (feat. HALIENE)

2020
- - Gareth Emery - Elise
- - Gareth Emery - You'll be ok